# Thomas Prager
Thomas Prager (Wenen, 13 september 1985) is een Oostenrijks voetballer. Prager is een defensieve middenvelder die sinds 2011 onder contract staat bij Rapid Wien.

## Clubcarrière
Prager kwam ging aan het begin van het seizoen 2008/2009 van sc Heerenveen naar LASK Linz. In het seizoen 2006/07 stond hij op het punt naar Sparta Rotterdam te gaan op huurbasis. Dit ging niet door door verschillende blessures in de selectie van trainer-coach Gertjan Verbeek. In de periode 2008-2010 heeft Prager onder contract gestaan bij LASK Linz, waar hij het na 2 seizoenen voor gezien hield en een contract tekende bij FC Luzern. In 2011 werd Prager uitgeleend aan Rapid Wien.

## Interlandcarrière
Op 23 mei 2006 werd hij voor het eerst opgeroepen voor het Oostenrijkse nationale team in een wedstrijd tegen Kroatië. In de tijd dat oud-international Josef Hickersberger trainer was van het Oostenrijkse elftal stond hij in de basis. Met het aftreden van Hickersberger na de laatste wedstrijd van Oostenrijk tijdens het Europees kampioenschap 2008, was het tot nu toe zijn laatste deelname aan het Oostenrijkse elftal.

### Statistieken
| Seizoen   | Club          | Wedstrijden | Doelpunten | Competitie |
| --------- | ------------- | ----------- | ---------- | ---------- |
| 2003/2004 | sc Heerenveen | 3           | 0          | Eredivisie |
| 2004/2005 | sc Heerenveen | 4           | 0          | Eredivisie |
| 2005/2006 | sc Heerenveen | 15          | 0          | Eredivisie |
| 2006/2007 | sc Heerenveen | 21          | 0          | Eredivisie |
| 2007/2008 | sc Heerenveen | 14          | 1          | Eredivisie |
| 2008/2010 | LASK Linz     | 52          | 9          | Bundesliga |
| 2010/2011 | FC Luzern     | 18          | 0          | Bundesliga |
| 2011/2012 | Rapid Wien    | 0           | 0          | Bundesliga |